# 白柳正義
白柳 正義（しらやなぎ まさよし、1962年2月28日 - ）は、日本の実業家。トヨタ紡織代表取締役社長。トリニティ工業監査役、シロキ工業監査役、大豊工業監査役、デンソーテン監査役、日本科学技術振興財団理事などを歴任。

## 人物・経歴
静岡県出身。1984年名古屋大学法学部卒業、トヨタ自動車入社。トヨタ モーター マニュファクチャリング ノースアメリカ出向を経て、1999年トヨタ自動車第1調達部プロジェクト企画室主担当員。2008年トヨタ自動車生産管理部計画室長。2011年トヨタ自動車ボデー部品調達部部長。2013年トヨタ自動車常務役員調達本部副本部長、トリニティ工業監査役、シロキ工業監査役、大豊工業監査役。2015年富士通テン監査役。
2016年トヨタ自動車調達本部本部長。2017年デンソーテン監査役。2018年からはトヨタ自動車専務役員経理本部本部長を務め、小林耕士CFOとともに決算会見にあたるなどした。2019年専務執行役員の廃止に伴い、トヨタ自動車執行役員渉外広報本部本部長、豊田法人会会長。同年パナソニックの北野亮専務役員とともに、住宅事業を統合してプライム ライフ テクノロジーズを設立することを発表。豊田家、松下家両創業家の思いが強いと説明した。
2021年に村上晃彦とともにトヨタ自動車執行役員を退任。トヨタ自動車では調達畑を歩み、2019年コロナウイルス感染症による社会・経済的影響により不安定化した調達の安定化のため、2022年にトヨタ紡織執行役員経営企画改革本部本部長に就任。同年トヨタ紡織代表取締役社長に昇格。財務省東海財務局国有財産東海地方審議会委員、日本科学技術振興財団理事、日本みち研究所評議員等も歴任した。